# .pl
.pl je internetová národní doména nejvyššího řádu pro Polsko.

## Vymezené domény druhého řádu
Některé domény druhé úrovně jsou vyhrazeny pro určené účely:
- .com.pl, .biz.pl – Komerční využití
- .net.pl – Síťové služby
- .art.pl – Umění
- .edu.pl – Vzdělávání
- .org.pl, .ngo.pl Neziskové organizace
- .gov.pl – Vláda, parlament, státní správa
- .info.pl – Informační stránky
- .mil.pl – Armáda
- .waw.pl, .warszawa.pl – Varšava
- .wroc.pl, .wroclaw.pl – Vratislav
- .krakow.pl – Krakov
- .poznan.pl – Poznaň
- .katowice.pl - Katovice
- .lodz.pl – Łódź
- .gda.pl, .gdansk.pl – Gdaňsk
- .slupsk.pl - Słupsk
- .szczecin.pl – Štětín
- .lublin.pl – Lublin
- .bialystok.pl – Białystok
- .olsztyn.pl – Olsztyn
- .torun.pl – Toruň